# ترجمه چندرسانه‌ای
ترجمه چندرسانه‌ای (به انگلیسی: Multimedia Translation) شاخه ای تخصصی از علم ترجمه است که بیانگر وجود هرگونه سیستم چندرسانه‌ای الکترونیک در ترجمه یا در فرایند مخابره یک سخن میباشد.

## تشریح
این گونه از ترجمه چه در فرم و چه در مفهوم فرایند خلاقیت، بشدت تحت تأثیر نوع دستگاه بکار رفته میباشد. ترجمه چندرسانه‌ای در زمینه‌های متنوعی نمود دارد، از جمله سینما، تلویزیون، تئاتر، تبلیغات، ارتباطات سمعی-بصری و تلفن همراه.
بعضی از راههای تخصصی در ترجمه چندرسانه‌ای عبارتند از:
دوبله
زیرنویس
Closed captioning(زیرنویس قابل محو کردن از صفحه پخش)
سینما و اقتباس تلویزیونی
Surtitling
Audio description
Respeaking
Mobile translation
ترجمه بازیهای ویدئویی